# Dangeardiella fusiformis
Dangeardiella fusiformis är en svampart som beskrevs av W. Obrist 1959. Enligt Catalogue of Life ingår Dangeardiella fusiformis i släktet Dangeardiella,  och familjen Melanommataceae, men enligt Dyntaxa är tillhörigheten istället släktet Dangeardiella,  och klassen Dothideomycetes. Arten är reproducerande i Sverige. Inga underarter finns listade i Catalogue of Life.